# Wilhelm Speidel (Musiker)
Wilhelm Speidel (* 3. September 1826 in Ulm; † 13. Oktober 1899 in Stuttgart) war ein deutscher Pianist, Komponist und Mitgründer der Stuttgarter Musikschule.

## Leben
Wilhelm Speidel, dessen Talent als Pianist sich bereits früh zeigte, erhielt von seinem Vater, dem Sänger und Komponisten Konrad Speidel (* 16. September 1804 in Söflingen bei Ulm; † 26. Januar 1880 in Ulm; verheiratet mit Anna Steiner), den ersten musikalischen Unterricht. Nach dem Besuch des Gymnasiums in Ulm begann er 1842 ein Studium der Komposition in München bei Ignaz Lachner und eine Ausbildung als Pianist bei Christian Wanner. 1846/47 als privater Musiklehrer im Elsass tätig, kehrte er anschließend nach München zurück, um dort als Musiklehrer und Pianist zu arbeiten. Nach einer Tournee durch ganz Deutschland wurde er als Interpret von Ludwig van Beethoven weit bekannt.
1854 übernahm er seine erste feste Anstellung in Ulm als Dirigent der 1824 gegründeten Liedertafel, die insbesondere bei Konzerten des Ulmer Theaters mitwirkte. Darüber hinaus gründete er in Ulm den Verein für klassische Kirchenmusik, den Vorläufer des späteren Oratorienchor Ulm.
1857 wechselte Speidel nach Stuttgart und gründete dort zusammen mit Sigmund Lebert, Immanuel Faißt, Ludwig Stark und weiteren Musikern die Stuttgarter Musikschule, die heutige Hochschule für Musik und Darstellende Kunst in Stuttgart. Zu seinen bekannteren Schülern gehören u. a. Reginald de Koven (1859–1920) und August Bopp (1873–1926). Von 1858 bis 1885 war Speidel auch der Dirigent des Stuttgarter Liederkranzes.
Sein Bruder Ludwig Speidel (1830–1906) war ein führender Musik-, Theater- und Literaturkritiker Wiens.